# Província de Rovigo
La província de Rovigo és una província que forma part de la regió de Vèneto, a Itàlia. La seva capital és Rovigo.
Limita al nord amb les províncies de Verona, Pàdua i la ciutat metropolitana de Venècia, al sud-oest amb la província de Màntua (Llombardia), i al sud amb la província de Ferrara (Emília-Romanya). A l'est és banyada pel mar Adriàtic.
Té una àrea de 1.819,35 km², i una població total de 239.436 hab. (2016). Hi ha 50 municipis a la província.